# LaMont Smith
LaMont Smith (* 11. Dezember 1972 in Philadelphia) ist ein US-amerikanischer Leichtathlet, der Mitte der 1990er Jahre als Läufer über 400 Meter in Erscheinung trat. 
Im Jahr 1996 lief er bei den US-amerikanischen Meisterschaften mit 44,30 s seine persönliche Bestzeit, die jedoch nur für Platz vier reichte. Eine weitere Endlaufteilnahme ist für das Jahr 1993 verzeichnet, als er mit 46,47 s Achter und Letzter wurde. 
Auch über 200 Meter startete er, kam jedoch nicht unter 21 Sekunden. 
Seinen einzigen bedeutenden internationalen Auftritt hatte Smith bei den Olympischen Spielen 1996 in Atlanta als Mitglied der US-amerikanischen 4-mal-400-Meter-Staffel, die in der Besetzung LaMont Smith als Startläufer, Alvin Harrison, Derek Mills und Anthuan Maybank in hervorragenden 2:55,99 min die Goldmedaille vor Großbritannien (Silber in 2:56,60 min) gewann. 
Als Einzelläufer über 400 Meter war er nicht am Start (Die USA waren in Atlanta über 400 Meter mit Michael Johnson und Alvin Harrison, die die Plätze 1 bzw. 4 belegten, sowie Halbfinalist Butch Reynolds vertreten).   

## Leistungsentwicklung
- 1994: 46,03 s (21. Mai in São Paulo)
- 1996: 44,30 s (19. Juni in Atlanta)
- 1997: 46,22 s (25. Mai in Eugene)